# Amaracarpus grandifolius
Amaracarpus grandifolius är en måreväxtart som beskrevs av Theodoric Valeton. Amaracarpus grandifolius ingår i släktet Amaracarpus och familjen måreväxter.

## Underarter
Arten delas in i följande underarter:
- A. g. grandifolius
- A. g. humilis
- A. g. leucocarpus
- A. g. trichocarpus